# Wacław Konstanty Zubczewski
Wacław Konstanty Zubczewski herbu Prawdzic (zm. w 1711 roku) – podczaszy owrucki w latach 1695–1696, podczaszy nowogrodzkosiewierski w latach 1684–1695, skarbnik czernihowski w 1682 roku, sędzia grodzki generalny kijowski.
Poseł kijowski na sejm konwokacyjny 1696 roku. Po zerwanym sejmie konwokacyjnym 1696 roku przystąpił 28 września 1696 roku do konfederacji generalnej.